# Heyderia cucullata
Heyderia cucullata (Batsch) Bacyk & Van Vooren – gatunek grzybów należący do rzędu tocznikowców (Helotiales).

## Systematyka i nazewnictwo
Pozycja w klasyfikacji według Index Fungorum: Heyderia, Cenangiaceae, Helotiales, Leotiomycetidae, Leotiomycetes, Pezizomycotina, Ascomycota, Fungi.
Po raz pierwszy takson ten opisał w 1786 roku August Johann Georg Karl Batsch, nadając mu nazwę Helvella cucullata. Obecną nazwę nadał mu w 2005 r. B. Bacyk i N. Van Vooren.
Ma 10 synonimów. Niektóre z nich:
- Gymnomitrula cucullata (Batsch) S. Imai 1941
- Heyderia pusilla (Alb. & Schwein.) Link 1833[2].

## Morfologia
Owocniki
O wysokości do 4 cm, typu apotecjum, złożone z główki i trzonu. Główka o średnicy 0,3–0,8 (1,2) cm, ochrowo-brązowa do czerwono-brązowej, tylko lekko spłaszczona. Trzon smukły, brązowy, matowy z białawymi plamami, miejscami nieco prześwitujący. Miąższ w główce o barwie od ochrowej do żółtobrązowej, w trzonie brązowy.
Cechy mikroskopowe
Zarodniki białe, 13–17 × 2,2–3,3 μm, amyloidalne, z małymi kropelkami oleju na wierzchołkach, niektóre łączą się tworząc kropelki średniej wielkości. Worki 58–75 × 6–7,5 μm. Parafizy około 66 × 3,5–4 μm z cytrynowo-żółtymi wakuolami o różnej długości, z dwoma septami.

## Występowanie i siedlisko
Występuje głównie w Europie, poza nią podano nieliczne stanowiska w Ameryce Północnej i Azji. M.A. Chmiel w 2006 r. przytoczyła kilka stanowisk tego gatunku w Polsce (dla synonimu Heyderia pusilla). W późniejszych latach również podano jego stanowiska, aktualne stanowiska podaje także internetowy atlas grzybów. Znajduje się w nim na liście gatunków zagrożonych i wartych objęcia ochroną.
Saprotrof rozwijający się na opadłych igłach sosny.